# Рамаяна
Рамаяна (на деванагари: रामायण, означаващо Пътят на Рама) е санскритски епос, който се състои от 24 000 строфи, разделени на седем книги, и е написан от поета Валмики преди новата ера. Творбата разказва историята на Рама и неговата съпруга Сита, която е отвлечена от демона и цар на Ланка Равана. Като една от най-важните литературни творби на Древна Индия Рамаяна е оказала дълбоко въздействие върху културата на Индийския подконтинент, както и на Югоизточна Азия, където е разпространена през VIII век.

### Младостта на Рама
Като награда за аскетичните му практики бог Брахма е дарил на царя на ракшасите Равана безсмъртие в битки с богове, ракшасите и духове и не може да вземе обратно тази дарба. С помощта на ракшасите (ракшаси) Равана започва да опустошава земята и да тероризира живите същества, особено ришите (мъдреците), нарушавайки техните жертвоприношения. Наблюдавайки разорението, вършено от Равана, боговете отиват при бог Шива с молба за помощ. Шива казва на сина си Ганеша и на мъдреца Нарада да помолят бог Вишну да се въплъти на земята като човек, тъй като Равана не е поискал защита срещу хора и животни.
Междувременно царят на Косала – Дашаратха, започва да се безпокои заради липсата на син, който да го унаследи. По съвета на свещениците и министрите си Дашаратха прави жертвоприношение. Вишну решава да се роди като първороден син на Дашаратха и прави така, че божествено същество да се появи от жертвения огън. То дава на Дашаратха златен съд с нектар (амрут) и го моли да го даде на цариците си. Дашаратха го разделя между трите си съпруги Каусаля, Сумитра и Кайкейи. Те забременяват и раждат четирима синове. Каусаля ражда Рама, Кайкейи ражда Бхарата, а Сумитра ражда Лакшмана и Шатругна. Момчетата израстват, изучавайки свещените писания и стрелбата с лък от мъдреца Васища. Един ден мъдрецът Вишвамитра пристига в царството и моли Дашаратха да изпрати сина си Рама, за да го защитава от ракшасите, които смущават жертвоприношенията му. Неохотно Дашаратха се съгласява да изпрати синовете си Рама и Лакшмана, а след като изпълняват дълга си, Вишвамитра ги награждава с различни небесни оръжия. Към края на престоя си при Вишвамитра Рама научава, че царят на съседното царство Митхила – Джанака, предлага несравнимата си дъщеря за съпруга на този, който опъне могъщия лък на бог Шива, който се съхранява в двора му. Рама веднага решава да опита подвига, който напразно е бил пробван от много ухажори преди него. Когато се представя пред двора на Джанака, царят веднага е пленен от красотата и младостта му. Пет хиляди мъже теглят лъка на колесница с осем колела, сред тях и Равана, комуто се присмиват, когато не може да вдигне лъка. Рама без видимо усилие го опъва, докато лъкът се счупва. Това кара Парашурама, друго въплъщение на Вишну (който е побеждавал воините на земята 24 пъти), да се събуди и да дойде в двореца на Джанака. Парашурама е разярен, но когато вижда божествения си образ в Рама, се връща обратно. Джанака с радост дава дъщеря си за съпруга на Рама, а други три от дъщерите му са омъжени за тримата братя на Рама. След края на пищните сватбени церемонии щастливите двойки се връщат обратно в Айодхя.

### Изгнанието на Рама
Цар Дашаратха започва да се уморява от управлението и решава да назначи Рама за регент (ювараджа). Щастливият му народ приема обявлението с радост и целият град се подготвя за церемонията и тържествата. Дашаратха отива да се допита до съпругите си за предстоящите празненства. Ревността на Кайкейи обаче е събудена от злата ѝ прислужница Мантхара, която я убеждава, че нейният син Бхарата, а не Рама, трябва да наследи царството. Когато Дашаратха я среща, Кайкейи е в сълзи и след като е запитана, напомня на царя, че преди много години ѝ е обещал два дара. Това се случило на война, преди да се родят синовете му. Дашаратха се возел на колесница, когато колелото му щяло да се откачи. Кайкейи била с него и си жертвала пръста, слагайки го в колелото, за да го задържи на място, спасявайки по този начин живота на съпруга си. От благодарност Дашаратха ѝ предложил два дара по нейно желание, а Кайкейи отвърнала, че понастоящем нямала желания, но си запазила възможността за в бъдеще. Сега тя иска изпълняването на тези две желания, преди да склони да се усмихне, и Дашаратха се съгласява. Тя иска от него да назначи нейния син Бхарата за регент и да изпрати Рама в изгнание за 14 години в ужасната гора Дандака. Сърцето на Дашаратха е разбито, но трябва да изпълни обещанията си. Послушният син Рама веднага се съгласява да изостави правото си за трона и се отправя към гората Дандака. Жена му Сита и преданият му брат Лакшмана също решават да го придружат. Дашаратха е прикован към легло от мъка, а населението на Айодхия следва и оплаква напускащия ги Рама. Дашаратха умира скоро след това.

### Отвличането на Сита
Рама, Сита и Лакшмана пресичат река Ганг и отиват в гората. Те намират идилично място, наречено Читракута (дн. в щата Чхатисгарх), където да установят своята обител. Всякакви цветя, вкусни плодове и прекрасни гледки, както и съвършената любов правят обителта им рай на земята. В гората Рама се сприятелява със стария цар на лешоядите Джатаю. Междувременно Бхарата се връща в Айодхя и се разгневява от това, което е сторила майка му. Решен да върне Рама обратно, той се отправя към гората. Когато открива Рама и го моли да се върне и да заеме престола, Рама учтиво отказва, казвайки, че е длъжен да изпълни обещанието на баща им. Неохотно Бхарата се съгласява да се върне в Айодхя, молейки Рама да му даде сандалите си. Той ги поставя на трона в двореца и управлява като заместник на Рама от съседното село Нандиграма. Той също се заклева да се самоубие, ако Рама не се върне след четиринайсет години.
Един ден сестрата на демона Равана – Сурпанакха, вижда красивия Рама в гората и се влюбва в него. Приемайки формата на красиво момиче, тя се опитва да го съблазни. Рама отказва и я насочва към Лакшмана, който също я отблъсква. Разгневената Сурпанакха обвинява Сита за неуспеха си и се нахвърля върху ѝ в истинската си демонична форма. Лакшмана спасява Сита, като отрязва носа и ушите на Сурпанакха. Тя отлита при своя брат и му се оплаква. Равана решава да убие Рама и да отвлече Сита. Той привиква на помощ демона Марича. Марича се превръща в златен елен и когато Сита го съзира, пожелава да го притежава. Тя моли Рама да го залови и след като той тръгва, Марича примамва Лакшмана, викайки за помощ с гласа на Рама. Лакшмана е уверен, че Рама е непобедим, и отказва да тръгне, но по настойчива молба на Сита се съгласява. Преди да я напусне, начертава кръг около нея и ѝ казва, че ще бъде в безопасност, докато стои в кръга. Равана се приближава към обителта в облика на престарял мъдрец и моли Сита да му даде малко храна. Отначало Сита се колебае да напусне кръга на Лакшмана, но накрая се съгласява да го стори, за да даде храна на стария човек. Тогава Равана я сграбчва и се втурва към летящия си кораб (пушпака вимана). Джатаю се опитва да спаси Сита, но Равана влиза в битка с него и му отрязва крилете. Връщайки се в обителта, Рама и Лакшмана започват издирване. Те откриват смъртоносно ранения Джатаю, който им казва какво се е случило и умира в ръцете на Рама.

### Царството на ванарите
Продължавайки своето издирване, Рама и Лакшмана срещат царя на ванарите (хора-маймуни) Сугрива и неговият пълководец Хануман, сред които Сита е хвърлила шала си и някои украшения. Сугрива е свален от трона от брат си Вали, който също е отнел съпругата му. Рама се съгласява да убие Вали, ако Сугрива му помогне при издирването на Сита. Сугрива предизвиква Вали на двубой, по време на който Рама изстрелва стрела и убива Вали. Сугрива възвръща царството и съпругата си. Сугрива и Рама изпращат войниците ванари в различни посоки в търсене на Сита. Те обаче не постигат нищо, докато не срещат друг стар лешояд, Сампати, брат на убития Джатаю. Крилете на Сампати са изгорени, когато летял прекалено близо до слънцето, а по-силният му брат го спасил от смъртта. Сампати обаче запазил невероятно силното си зрение. Скоро той успява да открие Сита затворена в градина от дървета ашока на южния остров Ланка (Шри Ланка).

### Хануман в Ланка
Сугрива изпраща армията си на юг със своя племенник Ангада начело. Хануман тръгва с Ангада като негов пълководец. Достигайки южния бряг, те не могат да намерят начин да пресекат океана. Заповядвайки на войниците да останат, където са, Хануман уголемява тялото си до огромни размери и прескача океана, приземявайки се на планината Трикута, от която може да наблюдава целия остров Ланка. Забелязвайки, че градът е зорко охраняван, Хануман се превръща в котка и по този начин се промъква в него. Той открива Равана в неговите покои, заобиколен от красиви жени, но Сита не е сред тях. Продължавайки да търси, най-сетне я открива седнала под едно дърво в красива горичка, красотата ѝ помрачена от мъка, пазена от отвратителни демони с лица на биволи, кучета и свине. Приемайки формата на маймунка, Хануман се спуска от дървото, дава ѝ пръстена на Рама и взима един от нейните пръстени. Той ѝ предлага да я отнесе, но Сита му отговаря, че Рама трябва да я вземе като доказателство за положението, в което я е намерил. Сита му дава безценен накит, който да отнесе на Рама. Докато говорят, се появява Равана и след като напразно се опитва да я съблазни, заявява, че ако не му се отдаде до два месеца, ще накара стражите да я накълцат за утринната му закуска. В яростта си Хануман унищожава мангова горичка, пленен е от стражите и е доведен пред Равана. Хануман обявява, че е пратеник на Рама и иска от него да освободи Сита или да посрещне гнева на Рама. Разярен, Равана нарежда смъртта на Хануман. Вибхишана, праведният брат на Равана, се намесва и съветва Равана да не убива пратеник, тъй като това е недостойно, и му казва какво е подобаващото наказание за Хануман. Равана приема и заповядва на демоните си да подпалят опашката на Хануман. Веднага щом те правят това, Хануман се смалява, измъква се от оковите и разпространява огъня из целия град Ланка. След това скача обратно на континента и споделя новините с Рама и Сугрива.

### Битката в Ланка
Рама решава, че докато няма мост над океана, никой освен Хануман няма да може да го прекоси. Той медитира в продължение на три дни без храна и вода, докато от вълните не се появява Варуна, богът на океана. Варуна е озадачен, че Рама медитира върху него, тъй като той самият е въплъщение на Вишну. Рама обяснява, че понеже е човек, трябва да изпълнява човешките задължения и да се обърне към Варуна. Варуна му обещава, че ако архитектите на ванарите хвърлят какъвто и да е материал в океана, с изписано на него името Рама, той ще се задържи на повърхността на океана. Ужас настъпва в Ланка при новините за наближаването на Рама. Вибхишана дезертира поради яростта на брат си при предложението му да се помири с Рама. Последват жестоки битки, в които дори и небесните обитатели се намесват – бог Индра на страната на Рама, а злите духове на страната на Равана. След като са претърпени големи жертви и от двете страни, се постига съгласие войната да бъде решена чрез двубой между Рама и Равана. Самите богове са ужасени от свирепостта на двубоя. Рама отсича главата на Равана, но тя отново израства. Това се повтаря многократно и героят се отчайва, докато не получава съвет от Вибхишана, който му казва да се цели в пъпа на Равана, тъй като там е източникът на нектара (амрита), който възстановява главата на Равана. Рама се прицелва в пъпа на Равана и с божественото оръжие на Брахма, брахмастра, убива Равана. От небето се посипват цветя върху щастливия победител и в ушите му звучи небесна музика. Трогнат от скръбта на съпругата на Равана, Мандодари, Рама иска от новия крал на Ланка Вибхишана да погребе Равана с царски почести.
Сита е изведена изпълнена с щастие, но то се оказва краткотрайно. Рама я приема студено, с наведени очи, казвайки, че тя повече не може да му бъде жена, след като е живяла в дома на Равана. Тя го уверява в невинността си, но не успявайки да го убеди, нарежда издигането на погребална клада, избирайки смъртта пред презрението на Рама. Свидетелите изпитват съчувствие към Сита, но Рама не трепва, когато тя влиза в пламъците. Скоро се появява Агни, богът на огъня, носейки Сита на ръце. Доказвайки по този начин невинността си, Сита е приета от Рама, чието предишно поведение тя нежно прощава. Рама разкрива пред Лакшмана какво е наложило кладата. Рама е знаел предварително, че Равана ще отвлече Сита. Ако Равана се бил опитал да докосне Сита, нейната чистота, преданост и целомъдрие биха му изгорили ръцете. Единственият начин Сита да бъде отвлечена е бил като душата ѝ бъде пратена при Агни, а физическото ѝ тяло остане. Чрез кладата Агни е върнал душата на Сита. Рама се връща в Айодхя и поема управлението за радост на Бхарата и народа си.

### Изгнанието на Сита
Айодхя благоденства, хората са щастливи и за известно време всичко върви добре. Не след дълго обаче започват да се разпространяват слухове за престоя на Сита в Ланка и Рама чува шепоти, че глад в града е причинен от вината на Сита, която е била галена от Равана. Рама я праща в гората, където заедно са преживели изгнанието си. Сита е бременна, когато Рама я изгонва, но без да се оплаква, се домъква до гората, където ражда синовете си Лава и Куша в обителта на мъдреца Валмики. Тук тя ги отглежда с помощта на отшелника, който става техен учител и под чиято опека те израстват красиви и силни. Така се случва, че когато младежите са на двайсетгодишна възраст, Рама освобождава кон в гората, като част от ритуал за жертвоприношение. Когато неговите хора отиват, за да върнат коня, го откриват в ръцете на двама силни младежи, които не успяват да заловят. Рама сам отива в гората и разбира, че младежите са синовете му. В изблик на разкаяние Рама си припомня страданието на жена си Сита и научавайки, че тя живее в обителта на Валмики, я моли да се върне при него. Сита вече не е влюбена девойка и перспективата за живот с Рама не я привлича. Тя призовава земята, ако е обичала единствено Рама, ако честността и чистотата ѝ са познати на земята, нека тя отвори недрата си и я приеме. Докато свидетелите треперят от ужас, земята се разтваря, появява се величествен трон, на който е седнала Богинята на земята, кояот отвежда със себе си Сита в царството на вечното щастие, оставяйки късно разкаялия се Рама да преживее остатъка от годините си в покаяние.

## Значение за индуизма
В индуизма Рама е възприеман като бог. Всяка година много поклонници следват стъпките му, спирайки на всяко свято място по пътя, а столицата му Айодхя е смятана за едно от най-святите места. Вярва се, че самото четене или слушане на Рамаяна освобождава от грехове и обсипва читателя или слушателя с благословии. Рама се счита за въплъщение на бог Вишну, чиято основна цел е да покаже праведния начин на живот, дхарма. Сита се счита за въплъщение на богинята Лакшми. Валмики обаче изобразява Рама не като бог, а като човек с недостатъци, пред когото се изпречват морални дилеми, но който ги преодолява чрез придържане към дхарма. На няколко пъти Валмики хвърля сянка върху чистия характер на героя си, подсилвайки темата за човешката му природа и неговата борба да се придържа към праведността въпреки предразсъдъците и недостатъците си.
Според учението на Рамаяна животът е краткотраен и хедонистичният подход към него е безсмислен. Това обаче не означава, че човек трябва да пренебрегва задълженията си, посочени в древните писания. Праведността е изложена в свещените писания и трябва да бъде следвана заради собствената си ценност, независимо от изпитваните болки и удоволствия. Това осигурява благоденствие на този свят и на отвъдния. Рамаяна напомня за важността на обмислянето на последиците преди даването на обещания, защото тяхното изпълнение е задължително. Според Рамаяна удоволствията (кама) са позволени, стига да не пречат на изпълнението на дълга (дхарма) и на спечелването на средства за живеене (артха).
В Рамаяна мъдрецът Нарада изброява шестнайсетте качества, които според него правят човека съвършен и които са притежавани от Рама: принципен човек (гунаван), доблестен (вийряван), праведен (дхармаджнаха), спасител (крутхаджнаха), искрен (сатявакяха), уверен (дхрудхавратаха), с добро поведение (чаритхраван), състрадателен към всички същества (сарвабхутха хитхаха), обучен във всички изкуства (видван), най-способен (самартхаха), винаги приятен наглед (садайка приядарсанаха), смел (атмаван), контролиращ гнева си (джитхакродхаха), блестящ (дютхиман), не изпитващ ревност (анасуякаха), човек, който, когато е разгневен, плаши дори Бог (кася бибхяти девасча джатха рошася самюге). Макар Рама да заявява, че е просто човек, и нито веднъж да не твърди, че е божествен, за индуистите той е един от най-важните аватари на бог Вишну. Когато ракшаса Вибхишана търси защита от брат си Равана, обкръжението на Рама го съветва да го отпрати, но той казва, че ако самият Равана дойде при него, търсейки милост, той няма да може да му откаже, защото такава е неговата природа.

## Версии
Рамаяна е оцеляла в различни версии, като най-старият ръкопис датира от 11 век. Северноиндийската санскритска Рамаяна се различава от Южноиндийската, а в Югоизточна Азия, както и в Непал, съществуват версии на местни езици, вплели в поемата елементи от местната култура. През вековете Рамаяна е преразказана с известни различия на някои индийски езици. Най-известната от тези версии е Рамачаритманас, написана от Тулсидас през 1576 г. на диалект на хинди, силно повлияна от индуистката традиция на преданост и любов към Бог (бхакти).